# Сербер-Баньюльс
Национальный заповедник Сербе́р-Банью́льс (фр. Réserve naturelle nationale de Cerbère-Banyuls, кат. Reserva Natural Marina de Cervera - Banyuls) (код: RNN9) — национальный природный заповедник, расположенный во французском административном регионе Окситания. Сербер-Баньюльс является первым французским морским заповедником, созданным в 1974 году, и занимает 650 гектаров моря между населёнными пунктами Баньюльс-сюр-Мер и Сербер в департаменте Восточные Пиренеи.

## Расположение

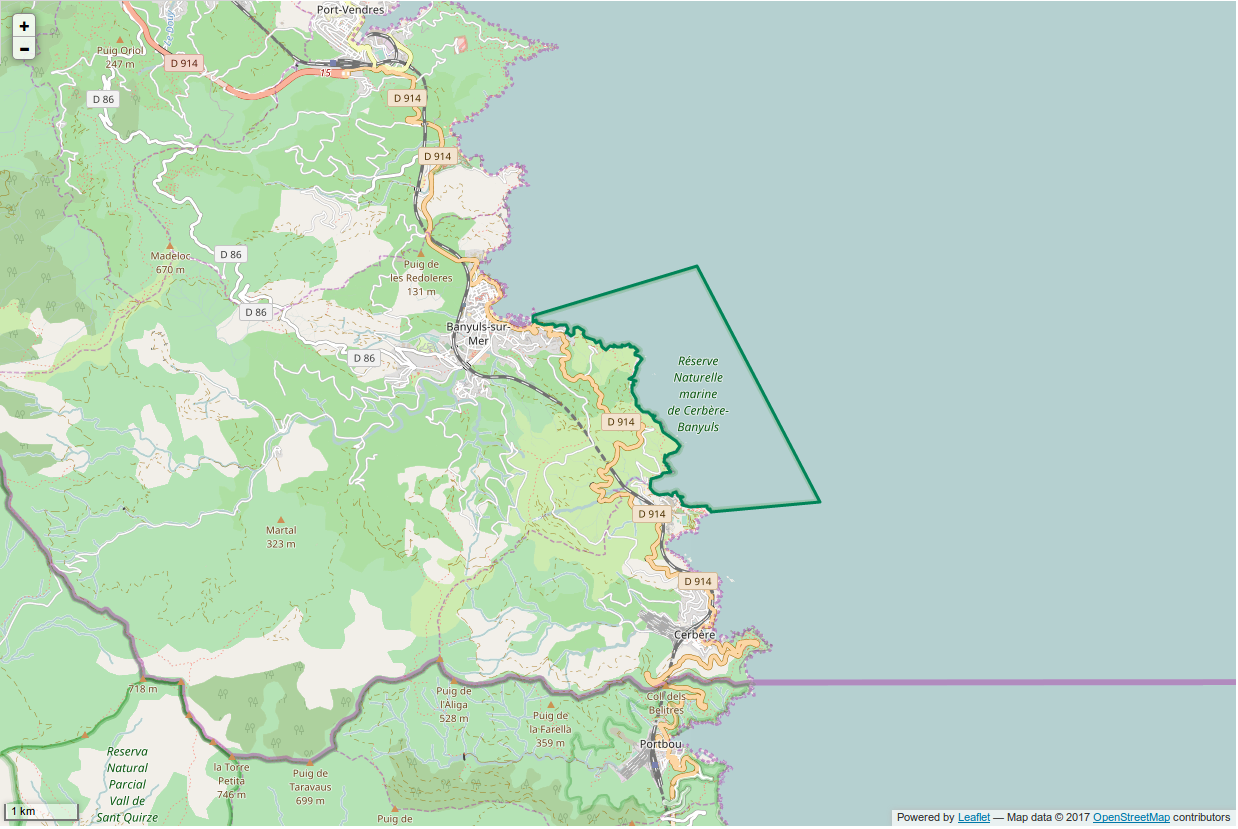
Периметр заповедника Сербер-Баньюльс

Территория заповедника находится в департаменте Восточные Пиренеи, в историческом районе Руссильон Северной Каталонии, в пределах муниципалитетов Баньюльс-сюр-Мер и Сербер. Заповедник расположен вдоль побережья Кот-Вермей, у подножия массива Альбе́ра, между Большим Островом (фр. Île Grosse, кат. Illa Grossa) и мысом Перафита (фр. Cap Peyrefite, кат. Cap de Perafita) недалеко от Сербер. Заповедник занимает 650 гектаров общественного морского достояния с береговой линией около 6,5 км и шириной около 2 км.
Континентальный шельф узкий и с крутыми склонами. В менее чем 2 км от береговой линии дно достигает 60 м, в то время как такая глубина встречается в 10 км от берега на песчаном дне к северу от Раку (фр. Le Racou, кат. El Racó) близ коммуны Аржелес-сюр-Мер.
Поверхностный дренаж вод на склонах близлежащих гор, лигуро-провансальское течение приносящее аллювии из Роны и ветра, зачастую очень сильные, вызывают наличие в воде многочисленных минеральных и органических частиц, которые способствуют богатству флоры и фауны этой местности.

## История

### Срочная защита
В 1970-х годах был создан заповедник, чтобы остановить разрушение побережья в результате туризма, рыбной ловли и загрязнения окружающей среды. Поэтому очень остро стоял вопрос о защите исчезающих видов, помощи в их поиске, а также доходчивом объяснении общественности проблем, связанных с окружающей средой, и разумном продвижении местной экономики.

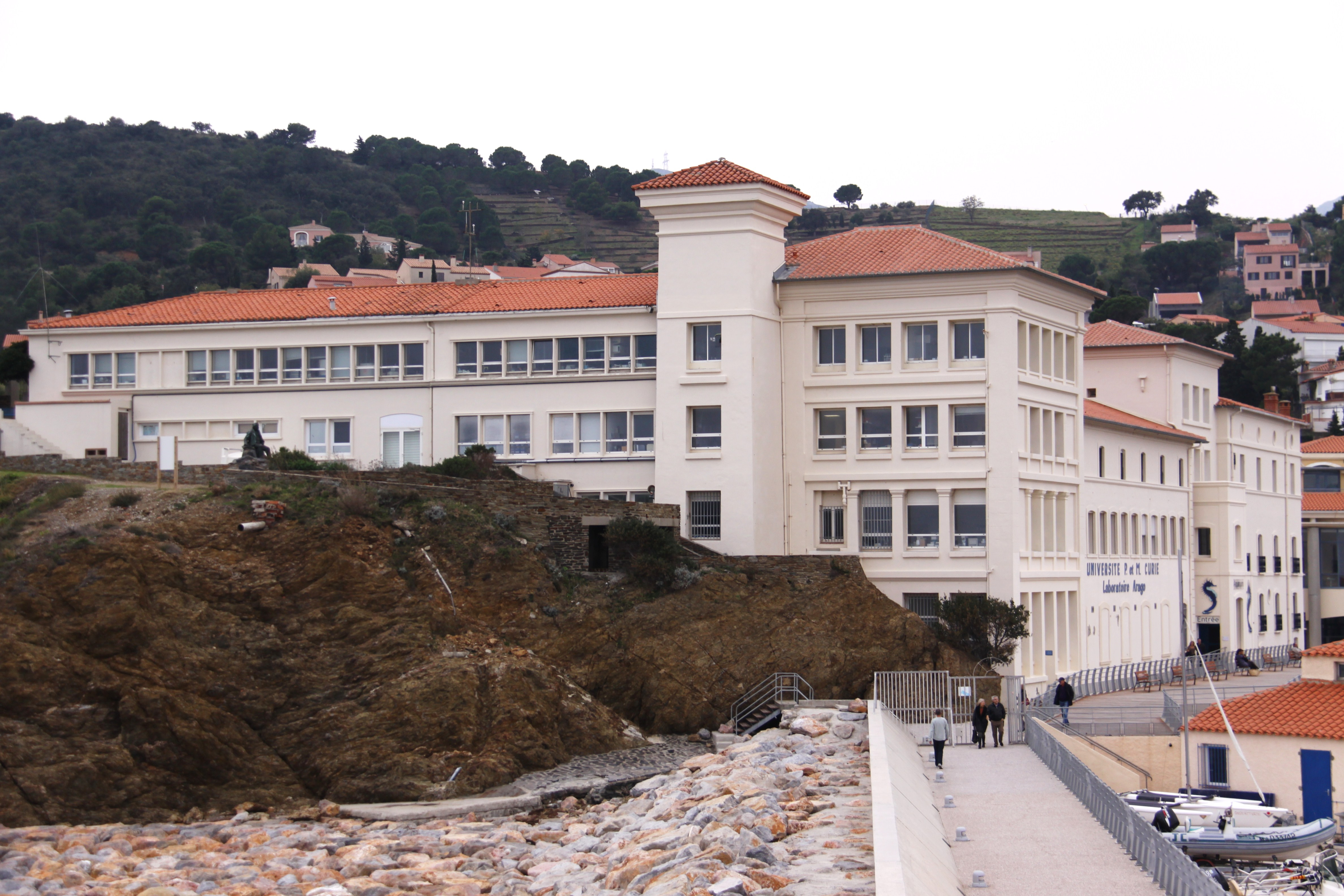
Океанская обсерватория Баньюльс-сюр-Мер

Присутствие океанской обсерватории позволило изучить места обитания заповедника, а также его огромное биологическое разнообразие.

### Окружающая среда, доступная каждому
40 лет спустя, флора и фауна вновь обрели свое богатство и плодородие, и теперь заповедник имеет дополнительную миссию: размещение у себя, в очень строгих рамках, студентов для изучения морского заповедника, а также широкой публики на подводной дороге, специально разработанной для того, чтобы можно было в полной безопасности исследовать морское дно.

## Биоразнообразие

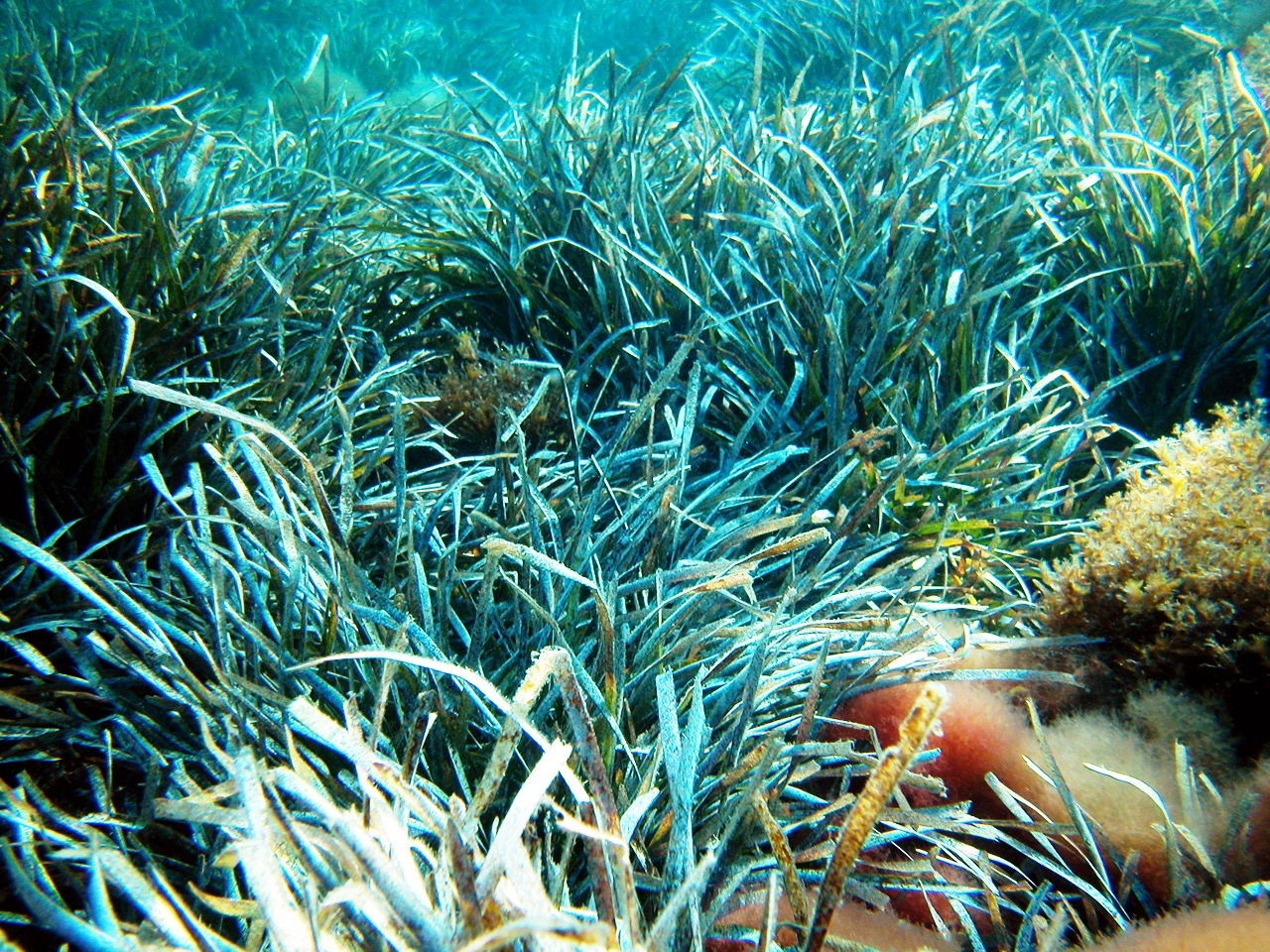
Морские травы — посидония на дне заповедника

Природный заповедник является домом для трех основных средиземноморских местообитаний, основой которого является развитие форм живых растений. Эти местообитания образуют очень разнообразный подводный ландшафт в более однородных экологических единицах, состоящих из каменистых осыпей и валунов из разрушающихся скал или массивных скал, среды обитания большинства распространенных видов рыб. Этими местообитаниями являются:
- Коридор из водорослей Lithophyllum: расположенный в зоне прибытия волн, особенно в местах, подверженных преобладающим ветрам, он состоит из нагромождения известковых водорослей, поддерживающего множество видов животных и растений.
- Морские травы, в частности посидония: исполняют роль приюта и места для размножения для нескольких видов. Расположены на мели, так как слабое проникновение света имеет тенденцию поднимать их нижний предел к изобате (линия соединяющая точки одинаковых глубин водоёма) 15 метров.
- Коралловые водоросли: очень хорошо развиты главным образом в продлении мысов, и образует многократные трещины и впадины. Они являются местообитанием большинства видов, которые имеют самые разнообразные формы и цвета.

### Флора
Основная флора состоит из водорослей и посидонии: это растение способствует размножению различных видов рыб и является питательной средой, а также выполняет защитную функцию. В заповеднике также присутствует цимодоция.

### Фауна
Типичными видами скалистого средиземноморского побережья являются: юнкер, каменный окунь-ханос, полосатая барабуля, зеленушка, крылатка-зебра, сарпа, бычок, морской угорь… Создание усиленной защитной зоны, или так называемого «интегрального» резерва, также позволило сохранить морских окуней, которые водятся в этом районе. Из рыб, менее характерных для скалистого рельефа, есть также несколько видов кефалевых, карасей, спаровых, облад, пеламид и других пагелей. Из более крупных морских обитателей моря, регулярно наблюдаются несколько видов дельфинов, останавливающихся в заповеднике. Также были замечены меч-рыбы, барракуды и луны-рыбы.
Основными моллюсками являются: устрицы, мидии, морские ежи, морские ушки, морское блюдечко, мурексы, венеры, гиббулы и церициумы. Также можно встретить осьминогов и каракатиц.
Основными ракообразными являются: крабы, креветки, омары, лангусты и галатеи.

## Туристическая и образовательная деятельность
В заповеднике есть специально обозначенная подводная тропа, защищённая от моторных лодок, под наблюдением спасателя во время работы заповедника. К этой территории длиной около 250 м можно добраться с пляжа Перафита, находящегося рядом с усиленной защитной зоной Редерис (фр. Rédéris).
Здесь купающиеся снабженные маской и трубкой, могут открыть для себя организованный подводный маршрут и полюбоваться типичным для заповедника морским дном благодаря буям, погруженным под воду информационным панелям и даже системе звукового трубопровода, транслирующей аудиокомментарии.

## Администрация, план управления и регулирование
Природный заповедник находится в ведении Генерального совета Восточных Пиренеев.

### Регулирование
- Подводная охота или рыбалка запрещена на территории всего заповедника.
- Дайвинг запрещён по периметру нетронутой части заповедника, но разрешён в остальной его части.
- Купание разрешено на всей территории заповедника.
- Сбор минералов и окаменелостей запрещён на всей территории заповедника, за исключением разрешения, предоставленного в научных целях префектом после заключения Консультативного Комитета.
- Движение и стоянка лодок регулируются указом 1/2000 от 24.01.2000 морского префекта для Средиземноморья следующим образом:
  - Движение: Максимум 5 узлов в непрерывной полосе в 300 метрах от побережья и максимум 8 узлов в остальной части заповедника.
  - Якорная стоянка: запрещена в нетронутой части заповедника, за исключением форс-мажорных обстоятельств. Разрешена в остальной части заповедника или на спасательном буе в районе Мыса Абей (фр. Cap l'Abeille, кат. Cap de l'Abella, что дословно означает «Мыс Пчелы»).

#### Зона частичной защиты
- Регулируемая рыбная ловля (размер улова, размер и количество крючков)
- Регулируемый дайвинг
- Регулируемая якорная стоянка (зона организованной якорной стоянки в районе Мыса Абей)
- Подводная охота запрещена
- Сбор морепродуктов запрещен

#### Зона усиленной защиты
- Рыбная ловля запрещена
- Якорная стоянка запрещена
- Сбор морепродуктов запрещен
- Бутилированный дайвинг запрещен
- Подводная охота запрещена

### Правовой статус
Природный заповедник был создан министерским указом от 26 февраля 1974 года. Указом от 6 сентября 1990 года был создан природный морской заповедник.